# Vincent Massey
Pour les articles homonymes, voir Massey.
Charles Vincent Massey, né le 20 février 1887 et mort le 30 décembre 1967, est un homme d'État. Il fut le dix-huitième gouverneur général du Canada. Depuis la confédération canadienne, il fut le premier à être né au Canada.
Il préside la Commission royale d'enquête sur l'avancement des arts, des lettres et des sciences au Canada, aussi connue sous le nom de Commission Massey. Les recommandations soumises au gouvernement fédéral le 1er juin 1951 ont entre autres contribué la création de la Bibliothèque nationale du Canada.

## Carrière diplomatique
En novembre 1926, Massey devient le premier Envoyé extraordinaire et ministre plénipotentiaire aux États-Unis du gouvernement de sa Majesté du Canada, ancêtre du poste d'ambassadeur du Canada aux États-Unis. Il occupe cette fonction jusqu'à son retour au Canada en 1930.

## Archives
Il y a des fonds d'archives famille Massey à Bibliothèque et Archives Canada et l'Université de Toronto.